# Schlachtfeld von Amutuni lyOmanenge
Das Schlachtfeld von Amutuni lyOmanenge (englisch Battlefield of Amutuni lyOmanenge) ist seit dem 16. Oktober 2019 ein Nationales Denkmal im Wahlkreis Omuthiya in der Region Oshikoto im Norden Namibias.
Das Schlachtfeld umfasst ein Gebiet von 44 Hektar. Es umfasst unter anderem auch das Fort Namutoni und die König-Nehale-Wasserstelle. Ein etwa ein Meter hohes Denkmal erinnert an die Gefallenen der Schlacht von Amutuni. Amutuni lyOmanenge ist der Ort, wo König Nehale den Abend vor der Schlacht kampiert hat. Die nicht markierten Gräber der Gefallenen sollen sich ebenfalls im Gebiet befinden.
Im Januar 2022 wurde zum Gedenken das King Nehale Lya Mpingana Warrior’s Memorial Monument an Ort und Stelle eingeweiht.